# Sybra albostictica
Sybra albostictica är en skalbaggsart som beskrevs av Stefan von Breuning 1960. Sybra albostictica ingår i släktet Sybra och familjen långhorningar.
Artens utbredningsområde är Filippinerna. Inga underarter finns listade i Catalogue of Life.